# 亚历克斯·科纳尼欣
亚历克斯·科纳尼欣（英語：Alex Konanykhin，1966年9月25日—），俄語名亚历山大·帕夫洛维奇·科纳尼欣（俄语：Александр Павлович Конаныхин），俄羅斯裔企業家、前銀行家，現擁有俄羅斯、義大利、阿根廷三重國籍。
1991年，他成為全俄外匯銀行（Всероссийским биржевым банком）的創始人、共同所有人兼總裁，該銀行是俄羅斯第一家從叶利钦政府獲得貨幣交易許可證的機構。1992年，他是陪同俄羅斯總統鲍里斯·叶利钦前往美國華盛頓的代表之一，在那裡他們會見了美國總統乔治·H·W·布什，之後在加拿大會見了該國總理马丁·布赖恩·马尔罗尼。Richard Sakwa稱他為當時俄羅斯最富有的人，淨資產估計有3億美元。25歲時，他已經在俄羅斯發展了大約100家不同的公司。
1992年，他在匈牙利布達佩斯出差時被綁架，期間他在俄羅斯的商業資產被沒收。他逃到了紐約，並向俄羅斯當局抗議。然而他很快發現自己遭到調查，被指控利用俄羅斯外匯銀行的賬戶洗錢至國外，並要求美國將他引渡到俄羅斯。1997年，他在紐約創立KMGi Group。1999年2月23日，他獲得美國的政治庇護。

## 懸賞捉拿普京
2022年3月1日，在俄羅斯入侵烏克蘭期間，科纳尼欣在社交媒體上宣佈懸賞100萬美元捉拿俄羅斯總統弗拉基米尔·普京，他寫道：「通緝：無論生死。弗拉基米尔·普京犯有大規模謀殺罪」。